# Бачванин (лист)
Бачванин је био српски дневни лист који је излазио у Суботици између 1898. и 1899. године. Пре суботичког издања излазио је у Сомбору под истим називом од 1884. до 1893. године.

## Историјат
Лист је у Суботици покренуо публициста Душан Петровић, који је уједно био његов уредник и директор. У граду са већинским несрпским становништвом штампање на ћирилици је прво представљао проблем, који је након захтева за истим, брзо решен. Суботичка штампарија Шимона Секеља је 21. августа 1898. прибавила ћирилична слова, те је и у Суботици било омогућено штампање новина на ћирилици. Лист међутим није био дугог века, пошто се 1899. године Петровић определио за далеко амбициознији пројекат, преселивши се у Будимпешту да покрене лист који би постао званично гласило свих Срба у тадашњој Мађарској. У главном граду, где је живео приличан број Срба, покреће часопис “Нови век”. Први број је изашао јануара 1900. а излазио је недељно, на ћирилици.

## Старији (Сомборски) Бачванин
Пре Суботичког листа, у Бачкој је већ излазио један истоимени лист, и то у Сомбору, у издању песника Мите Поповића. И Сомборски “Бачванин” је штампан ћирилицом, а излазио је у периоду између 1884. и 1893. године. При број је изашао 9. септембра 1884. године.

### Периодичност излажења (Сомборског) Бачванина
Лист је излазио двапут недељно.

### Место и штампарија (Сомборског) Бачванина
Штампан у штампарији Николе Томића, касније и у штампарији Антала Мужика и Портлића (Брзотиском А. Мужика и Портлића).

### Програм (Сомборског) Бачванина
Заступао је програм "Заставе", са израженом социјалном нотом. Лист се бавио питањима локалног значаја, проблемима црквено-школске аутономије, српскохрватским односима, пажљиво је пратио збивања у Босни и Херцеговини, доносио је и чланке из области педагогије, медицине, хигијене и пољопривреде. У подлистку је објављивао песме. Због наглашене националне пропаганде био је радо читан у Босни, где је једно време био и забрањен.

### Уредници (Сомборског) Бачванина
Од марта 1886. за уредника је постављен Коста Радуловић. Од јула 1889. Нико Грујић. Од фебруара 1892. власник и издавач Коста Георгијевић, а стварни уредник био је Јован Благојевић.
Средином 1893. године лист је обустављен у Сомбору.
Душан Петровић се у Суботици определио за покретање новог “Бачванина” пошто су “Суботичке новине”, које је раније покренуо биле на издисају.

## Нови (поновљени) Бачванин
После Првог светског рата почиње да излази још један “Бачванин” који је имао само симболичног (именског) континуитета са прва два. Био је то лист огранка Радикалне странке у Суботици. Први број листа изашао је 12. марта 1921. године, а био је заједнички орган две странке: Народне радикалне и Земљорадничке. Пошто су чланови ове друге углавном били хрвати и буњевци, лист је поштовао и ћирилично и латинично писмо. Чак је у заглављу између ћириличног и латиничног назива био знак једнакости.
Ипак, пошто је лист био политичко гласило, он је представљао само симболички континуитет ранијег “Бачванина” из вишенационално либералнијег периода града. Овај је наиме водио рат против супарничких, по њиховом опису издајничких листова, као нпр. листa Буњевачко-шокачке странке “Невен”, који је уместо православног "у народ увлачио франковачки дух". Ипак, ови Суботички радикали су показивали знатно већи ниво толеранције у међунационалним односима него новосадски око њиховог листа “Застава”. На пример лист је објављивао радове буњевачке књижевнице Маре Ђорђевић Малагурски која је писала и у “Невен”. Међутим ни овај нови “Бачванин” није био дуговечан, jer je излазио само до 1923. године.
Око овог листа окупио се и један број контроверзних Суботичана тог времена, чак и компромитованих, у борби за власт између политичких партија.